# Domburg-Buiten
Domburg-Buiten — ou en français : Dombourg-Extérieur — est une ancienne commune néerlandaise de la province de la Zélande, située sur la presqu'île de Walcheren.
Domburg-Buiten (Dombourg-Extérieur ou Dombourg-Campagne) correspondait à la campagne autour de Dombourg, qui formait pendant longtemps une seigneurie indépendante, comprenant la plus grande partie d'Aagtekerke. Le 1er janvier 1816, Domburg-Binnen et Domburg-Buiten fusionnèrent pour former une seule commune Dombourg, regroupant ville et campagne.
Les relevés des habitants de 1840 mentionnent encore séparément le nombre d'habitants de Domburg-Buiten, soit 136 habitants pour 26 maisons.